# Jean-Claude Delgènes
Jean-Claude Delgènes, né le 5 novembre 1956 à Neufchâteau (Vosges), est un économiste français spécialisé dans l'organisation du travail. Il est dirigeant du cabinet Technologia, qu'il a fondé en 1989 et qui intervient principalement dans les domaines de la prévention des risques et de l’amélioration des conditions de travail. Il est également l'auteur de plusieurs ouvrages abordant les thématiques du burn-out, du suicide ou du télétravail.

## Biographie
Économiste de formation, Jean-Claude Delgènes travaille pour le ministère de l'Industrie avant de diriger Ievar, une association destinée à la promotion des travaux de chercheurs. L'association est rattachée à l'université Paris Dauphine, où il enseigne par ailleurs la prévention des risques au travail.
Il crée Technologia en 1989, un cabinet de conseil dans l’évaluation et la prévention des risques professionnels. Il intervient notamment dans les années 2000 dans les affaires France Télécom et du Technocentre Renault, où il est chargé d'enquêter sur les risques psychosociaux après le suicide de plusieurs salariés. Il y mène de larges audits sur le harcèlement moral ou le stress au travail. Il intervient dans d'autres dossiers médiatiques comme le scandale de l'amiante à l'université de Jussieu ou l'affaire Kerviel. Le cabinet publie également des études sur des thématiques liées à son champ d'intervention comme l'équilibre vie privée-vie professionnelle ou les risques professionnels. Ces études contiennent en général une évaluation de la situation à date et des recommandations pour y remédier, par exemple sur la reconnaissance du burn-out qui touche trois millions de personnes en France en 2014.
En 2011, Jean-Claude Delgènes a l'idée d’un observatoire du suicide, une proposition relayée par « l’Appel des 44 », médecins et universitaires, et qui mènera à la création de l'Observatoire National du Suicide par Marisol Touraine, alors ministre des affaires sociales et de la santé.
Depuis 2009, Il organise le prix du Roman d’Entreprise et du Travail, récompensant chaque année une œuvre littéraire sur le thème du travail, mobilisant 26 maisons d’édition. Depuis sa création, ce prix est remis au Ministère du Travail par le Ministre du Travail. Son objectif est de comprendre comment la littérature contemporaine s’empare des enjeux du monde de l'entreprise, au travers du travail et de ses évolutions. Y ont été récompensés Olivier Chantraine en 2018 pour Un élément perturbateur ou Joseph Ponthus pour À la ligne en 2020.
Et depuis 2022, création et organisation du Prix « les Bulles du travail » qui récompense un auteur de BD, et qui est remis lui aussi le même jour que le Prix du roman selon les mêmes modalités par le Ministre du travail. Ce prix mobilise une dizaine de maisons d’édition.

## Publications

### Œuvres
- Pierre Marleix et Jean-Claude Delgènes, Le vade-mecum de la formation : guide de l'acheteur de la formation, Paris, Éditions Technologia, décembre 1994 (ISBN 978-2950827708)
- Jean-Claude Delgènes, Le document unique : 5 ans après le décret, bilan analytique et méthodologies, Paris, Éditions d'Ergonomie, 1er juin 2006 (ISBN 978-2908191400)
- Agnès Martineau-Arbes, Bernard Morat et Jean-Claude Delgènes, Idées reçues sur le burn-out, Paris, Éditions du Cavalier bleu, mai 2017, 160 p. (ISBN 979-10-318-0223-7)
- Jean-Claude Delgènes et Michel Debout, Suicide, un cri silencieux : mieux comprendre pour mieux prévenir, Paris, Éditions du Cavalier bleu, février 2020, 192 p. (ISBN 979-10-318-0340-1)
- Jean-Claude Delgènes, Risques psychosociaux : pourquoi les cabinets d'avocats et leur personnel sont-ils exposés ?[11], Paris, Édition Kérialis, 2021
- Jean-Claude Delgènes, Le Burn out : une lassitude nommée travail, Magazine N°787, Septembre 2023, La Jaune & La Rouge[12]
- Jean-Claude Delgènes, Burn out : un effondrement en quatre étapes, Magazine N°787, Septembre 2023, La Jaune & La Rouge[13]
- Michel Debout et Jean-Claude Delgènes, Idées reçues sur le suicide, Paris, Éditions du Cavalier bleu, janvier 2024, 208 p. (ISBN 979-10-318-0653-2)
- Jean-Claude Delgènes, Osez le télétravail ! : Comment mettre en place un télétravail "responsable" ?, Paris, Fauves Éditions, coll. « RH », juin 2024, 160 p. (ISBN 979-10-302-0506-0)
- Jean-Claude Delgènes, Retour au bureau : La fin du télétravail ?, Paris, Fauves Éditions, coll. « RH », 30 octobre 2024, 180 p. (ISBN 979-1030205213)
- Jean-Claude Delgènes et Christophe Rogier, Drogues et addictions au travail : comment les prévenir ?, Fauves, 29 novembre 2024, 200 p. (ISBN 979-10-302-0509-1)
- Jean-Claude Delgènes, Madagascar - Sous le soleil de Spartacus, Unicité, 26 mars 2025, 692 p. (ISBN 978-2-38638-181-2)
- Jean-Claude Delgènes, Faire face aux risques psychosociaux, Editions Eyrolles, 12 juin 2025, 240p.  (ISBN 9782416007194)

### Ouvrage collectif
- 55 idées reçues sur les Troubles mentaux, Paris, Éditions du Cavalier bleu, septembre 2022, 328 p. (ISBN 979-1031805306)

### Préfaces
- Rosanne Aries, Harcèlement, histoire d'une manipulation en entreprise, Paris, Éditions Maxima, novembre 2015, 190 p. (ISBN 978-2840018506)
- Georges Potriquet, La Médiation au travail, Paris, Médias & Médiations, avril 2017, 184 p. (ISBN 979-1091871204)